# Kepler-42 b
Kepler-42 b è un esopianeta che orbita attorno a Kepler-42, una nana rossa di tipo M. 
Il pianeta impiega 1,2 giorni per completare un'orbita attorno al suo astro. Dista 0,0116 UA dalla sua stella e 131 anni luce dalla Terra. La sua scoperta è stata annunciata nel 2011.
Kepler-42 b ha un raggio di 0,78 R⊕, la sua massa è <2,7M⊕, ha un’eccentricità di 0,04 e una temperatura di  524 K (251 °C). È stato scoperto con il metodo del transito nel 2011.